# 救仁郷豊
救仁郷 豊（くにごう ゆたか、1954年11月17日 - ）は、日本の実業家。東京ガスの役職を歴任した。

## 略歴
- 1977年3月 東京大学工学部合成化学科 卒業[1]
- 1977年4月 東京ガス:入社 技術研究所
- 1980年 - 東京ガス:生産部
- 1999年6月 - 東京ガス:人事部 人材開発グループマネージャー[1]
  - 東京ガスバレーボール部:部長
- 2001年6月 - 東京ガス:原料部 LNG室長[1]
- 2003年7月 - 東京ガス:原料部 契約グループマネージャー[1]
- 2004年4月 - 東京ガス:資源事業本部 原料部長[2]
- 2007年4月 - 東京ガス:執行役員 / 資源事業本部原料部長[3]
- 2008年4月 - 東京ガス:執行役員 / エネルギーソリューション本部 産業エネルギー事業部長[4]
  - 2009年4月 - エネルギーアドバンス:取締役[5]
- 2010年4月 - 東京ガス:常務執行役員 / 資源事業本部長[6]
  - 東京フットボールクラブ（FC東京）:取締役[7]
- 2013年4月 - 東京ガス:常務執行役員 / エネルギー生産本部長[8][9]
- 2013年6月 - 東京ガス:取締役常務執行役員 / エネルギー生産本部長[10][9]
  - 幕張メッセ:取締役
  - 日本エネルギー学会:副会長
- 2014年4月 - 東京ガス:代表取締役副社長執行役員 / 社長補佐、エネルギーソリューション本部長、大口エネルギー事業部長[11]
- 2015年4月 - 東京ガス:代表取締役副社長執行役員 / 社長補佐、電力事業計画部、事業革新プロジェクト部、ガス自由化対応プロジェクト部、営業イノベーションプロジェクト部 担当[12]
- 2016年4月 - 東京ガス:代表取締役副社長執行役員 / 社長補佐、電力事業統括エネルギー生産本部長、電力事業計画部担当[13]